# 長城戰役
長城戰役，又稱長城大會戰，中國國民政府稱长城抗战，滿洲國政府稱關內作戰，是1937年7月中國抗日戰爭全面爆发前，大日本帝國控制下的傀儡政权滿洲國於1933年向关内扩张，围绕长城一线发生的數場戰役，与热河战役相连接。由于当时南京国民政府的政策重点仍落在“安内”与战争准备阶段，故采取了退让态度，结局以双方签订了塘沽协定暂息争端。当时中国国内抗日救亡运动涌起，紧接发生察哈尔民众抗日同盟军事件，以及同年的“闽变”，造成国民政府的忙乱，不过蒋中正最终在“围剿”中还是成功地将共军赶往中国西部。在国民政府的隐忍退让之下，直到1935年12月，冀察政务委员会成立，日本势力逐渐进入了华北。
1933年，日本以熱河省地方官員表示歸附滿洲國為由，與滿洲國軍隊進軍熱河，省主席湯玉麟不戰而逃；之後日軍進攻山海關、長城各隘口與熱河，國民政府派遣宋哲元、馮治安、張自忠、劉汝明、關麟徵、黃杰與劉戡在義院口、冷口、喜峰口、古北口、羅文峪、界嶺口憑險固守并抵禦日軍，但最終由於軍備不良、戰力消耗殆盡、喪失戰略位置而撤退。王以哲部东北军属于参战部队。
之後中華民國成立國民政府行政院駐北平政務整理委員會，由熊斌、徐祖詒與日本代表岡村寧次簽訂塘沽停戰協定，劃定冀東二十二縣為非武裝區，軍隊不得進入，而日軍退回長城以北，但实际上日军以“监察中国军队”的名义留下驻军，为卢沟桥事变做好準備。以長城為界，滿洲國更於長城各地樹立「王道樂土大滿洲國」的界碑。

## 戰鬥序列

### 日本帝國、滿洲國
关东军司令官武藤信义指挥关东军第6、第8师團、混成第14、第33旅團、骑兵第4旅和航空兵、海军各一部4万余人及滿洲國军3万多人，企图攻占热河、古北口以东的长城一线，伺机进占冀东。

### 中華民國

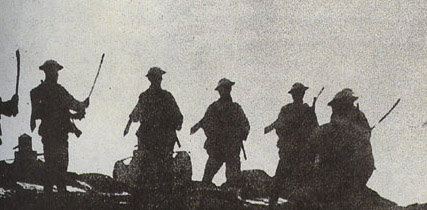
手持大刀的國民革命軍第29軍士兵

军事委员会北平分会代理委员长张学良指挥，先后调集14个军20余万人，企图保卫热河和依托长城阻止日军进关。张学良任集团军总司令兼第一方面军总指挥，下辖第一、二、三军团（第三军团司令万福麟），共5个军1个师兵力，第二方面军总指挥张作相，辖四、五、六、七、八军团共9个军1个师，分布在长城各口，固守御敌。
3月12日起由何应钦接替张学良指挥。

## 熱河戰役
日軍第8師團進攻熱河，湯玉麟徵集二百多輛汽車，裝上金銀財寶和鴉片等，運往天津租界，他的手下的幾個將領尚未交鋒就投降或逃跑，湯玉麟更是一槍不發，全面敗退，率部逃到河北承德地區的灤平，日軍僅128名騎兵占領承德。

## 主要戰鬥

### 山海關战斗
1933年1月1日，武藤为保障主力迅速攻占热河、长城，令山海关守备队和满洲国国境警察队制造榆关事件，鸣枪挑衅，反称为中国军队射击，并通牒中国守军撤出山海关，被拒绝后，日军第8师第4旅在航空兵和海军各一部支援下，于1月2日以優勢兵力及火砲向山海关中国驻军第9旅第626团進攻。日軍進攻山海關，中國守軍何柱國所部安德馨營英勇抵抗，經兩晝夜激戰，全部殉國:297。该团奮勇抵抗至3日下午，奉命撤退。日軍攻破榆關:26。1月4日和1月6日，日军再进攻榆关附近五里台、石河的第九旅阵地，守軍堅守。1月10日，日军攻占九门口，守军第十五旅退守石门寨。

### 喜峰口大捷

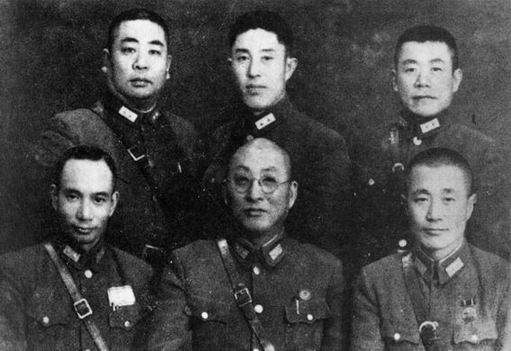
1933年长城抗战的國民革命軍第十七軍部分将领在1942年冬的重慶補拍合影。前排左起黃杰、徐庭瑶、杜聿明；后排左起刘嘉树、郑洞国、邱清泉.

1933年3月1日，熱河省政府主席湯玉麟扣留軍用汽車偷運鴉片輸送天津，3月3日夜竟率所部滿載私物潛逃:101，不戰棄守承德:297。3月4日，日軍以120名騎兵先頭部隊佔領承德:297。熱河各地隨之陷落:101。随后日军进攻北京东北方向的长城各口。3月8日，政府通緝湯玉麟，命軍政部長何應欽駐節北平，馳調國軍北上增援:101。
3月6日，國民革命軍第二十九軍（軍長宋哲元）第三十七师（师长冯治安）第三十八師（師長張自忠）奉命防守东起冷口，西至马兰峪一线。由於裝備不如日軍，守軍以奇襲夜襲對付日軍。3月9日，日軍搶佔喜峰口。傍晚，奉軍長宋哲元令，第三十七师第一〇九旅旅長趙登禹率兵跑步馳援抵達戰場；考慮到日軍日間火力優勢，宋哲元派趙登禹帶隊夜襲，並將第三十八師董升堂團也交趙登禹指揮。3月10日，第二十九軍趙登禹旅在喜峰口與日軍激戰:297。趙登禹接命後，從董升堂團及本旅王長海團挑出500名士兵組成「大刀隊」，由他親自帶隊，於3月11日深夜只帶大刀和手榴彈分兩路踏雪夜行直插日軍軍營。3月11日，当地猎户关仁景、于连贵等自愿担当嚮导，趙登禹率左翼大刀队袭日军步骑兵营地，第一一三旅旅长佟泽光率右翼大刀队袭日军炮兵阵地。3月12日凌晨，董升堂團首先到長城外小喜峰口之三家子村和前仗子村附近埋伏，當夜一支日軍騎兵部隊正在酣睡，大刀隊迅速解決日軍哨兵，衝入營房扔手榴彈，用大刀劈殺日軍。王海長團也趕到狼洞子及白台子日軍炮兵陣地，大刀隊奪取日軍陣地；是次夜襲共砍死砍傷日軍逾千人，繳獲坦克11輛、裝甲車6輛、大炮18門、機槍36挺、飛機1架，500名大刀隊員僅23人生還。日軍騎兵與炮兵部隊一夜之間被全殲，打破其不可戰勝之神話，以致當時《朝日新聞》稱：「明治大帝造兵以來，皇軍名譽盡喪於喜峰口外，而遭受六十年來未有之侮辱。」國軍夜擊日軍，奪回喜峰口，东出铁门关，西过潘家口，由山間小路迂回至敌后包抄日軍，宣称殲敵數千，中国方面战后称之為喜峰口大捷。

### 罗文峪
日军於喜峰口失利後从承德方向调集早川、濑谷义的第31、第8两个联队，并附骑兵2个团，装甲车10余辆，飞机20架，联合蒙古、朝鲜人附庸部队2个旅，总计兵力超过万余人，向长城罗文峪口进攻。3月17日至19日，第二十九軍所轄暫編第二師及第三十七师1个团、第三十八师1个团防守遵化罗文峪一带各口，由暫編第二師刘汝明师长指挥，总兵力约6,000人，在罗文峪一带的长城线上迎战。血战三日，第二十九军官兵杀敌3,000多人，伤亡1,700余人，成功擊退日军和附庸军队，守住罗文峪。日军向滦东打开缺口。4月7日起再攻喜峰口，头2天进攻均被宋部击退。4月11日喜峰口腹背受战，4月13日，第二十九军奉何应钦之命撤出喜峰口，在兴城以北滦河西岸布防。

### 古北口
1933年3月9日，關麟征率中央精銳國民革命軍第十七軍（軍長徐庭瑤）第二十五師到達河北密雲縣石匣鎮時，將部隊開到古北口前線。出古北口東關不遠，即與日軍的前哨發生遭遇。關麟征親率第一四九團奪取右翼有利高地，遭遇日軍潛伏的偵查部隊狙擊。雙方短兵相接，戰鬥慘烈，關麟征受傷多處，渾身是血。身旁隨從官兵10餘人全部戰死，第一四九團團長王潤波陣亡，終於將日军擊退，佔領高地。3月11日，日軍第8師團主力向右翼陣地進攻，東北軍王以哲部不支而退，制高點將軍樓失守，日軍佔領古北口關口，乘勝包圍第二十五師戴安瀾的第一四五團，關麟征負傷，由杜聿明代理師長繼續同日軍苦戰。請示徐庭瑤軍長同意後，在古北口以南的南天門一線構築陣地。
3月12日日軍在火炮和飛機的支援下，開始進攻，第一四五團被分割成兩部分，師指揮所再次受到攻擊，第二十五師只好撤退。開戰之初，第一四五團的吳超徵副團長兼任偵查先鋒營率領一個營奉命駐守「帽兒山」高地的八個碉堡，由於聯絡中斷，沒有接到撤退命令，仍然堅守，日軍調來飛機重炮猛攻，該營在八個碉樓居高臨下依靠地勢頑死守，弹药耗尽而使用刺刀肉搏，最后全營阵亡。

### 南天門戰鬥
1933年3月13日，黃率中央精銳第十七軍第二師於密雲縣石匣鎮抗日，接替第二十五師南天門防務，守備黃土梁、南天門，八道樓子一帶陣地。3月14日第十七軍德軍裝備第八十三師（師長劉戡）投入戰鬥，4月16日後，日軍飛機10餘架即更番至南天門、石匣、密雲一帶陣地，猛烈轟炸，至21日，日軍更全面向黃土梁、南天門、八道樓子陣地攻擊，五晝夜末稍停歇，尤以左翼八道樓子一地，著彈3,000餘發，工事盡被摧毀，營長聶新、團副吳超徵陣亡，屍骨不存，化為灰燼。
4月23日，日軍3,000人在飛機的掩護下向南天門再次發起進攻，先後4次攻擊被擊退，日軍後從421.2高地迂迴到大小興開嶺進攻也未得逞。4月24日，日軍向421.2高地發起集團進攻，戰至10點左右，421.2高地失守。從4月21日到4月25日，第二師已傷亡6,000多人，不能再堅持下去，徐庭瑤調劉戡的第八十三師接防南天門，第二師撤回補整。日軍攻佔八道子樓後，將山炮運了上去，進行炮擊。日軍並在坦克的掩護下進攻，日軍攻下南天門。
從4月28日到5月上旬，第八十三師繼續在372高地、425高地、車頭峪、大小興開嶺、上堡子、筆架山、香水峪等地和日軍作戰，傷亡慘重，陣地不斷被日軍攻佔，劉戡準備自殺，被參謀長符昭騫等人攔阻。戰至5月11日，何應欽下令撤退，5月19日第十七軍撤至順義北苑，長城古北口戰役結束。

## 塘沽協定
1933年5月31日，中國政府被迫与关东軍簽定塘沽協定。

## 相关作品
八道樓子電影是1970年代邵氏電影公司拍攝之經典戰爭片。開戰之初，第145團的吳超徵副團長兼任偵查先鋒營、白長興、江明坤、何鴻發、褚天成、賈福勝、潘炳林等7人奉命駐守「帽兒山」高地的營本部碉樓，由於聯絡中斷，這7人沒有接到撤退命令，仍然堅守，3月13日日軍調來飛機重炮猛攻，而七人居高臨下依靠地勢頑死守，弹药耗尽而改用刺刀肉搏，全部阵亡。日軍攻下高地後將7人合葬，立了一塊墓碑，上面寫著「支那七勇士」。這段故事後來被導演張徹改編為電影八道樓子。

## 戰功
由於以上的戰功，第二十九軍高級軍官共11人，包括宋哲元、馮治安、張自忠、劉汝明及第十七軍關麟征、黃、劉戡，在1935年獲頒青天白日勳章。